# Rocco & Bass-T
Rocco & Bass-T – niemiecki duet producentów muzyki hands-up.
9 lipca 2013 Sebastian Gockede „Bass-T” zmarł w wyniku zawału mięśnia sercowego.

## Wybrana dyskografia

### Single
- Rocco & Bass-T – Tell Me When (club mix),2007
- Rocco & Bass-T – Alright (club mix),2007
- Rocco & Bass-T* – I Can’t Take It (club mix),2008
- Rocco & Bass-T* – Our Generation (original mix),2009

### Remiksy
- Future Trance United – Face 2 Face (Rocco vs Bass-T remix), 2003
- Hard Body Babes – Goin’ Crazy (Rocco vs Bass-T remix),2003
- Flipside – Juliet (Rocco vs Bass-T remix),2003
- RedWing – Rocket (Rocco vs Bass-T remix),2004
- Walt & Feliz – Funk’d (Rocco vs Bass-T remix),2004
- DJ Dean – Music is my life (Rocco vs Bass-T remix),2005
- Niels de Vries – 12 Inch (Rocco vs Bass-T remix),2005
- Cascada – Everytime We Touch (Rocco vs Bass-T remix),2005
- Da Remixer Project – Arise 2005 (Rocco vs Bass-T remix),2005
- Wasabi – Ready 4 Take Off (Rocco vs Bass-T remix),2005
- Paffendorf – Stop That Shit! (Rocco vs Bass-T remix),2005
- Lazard – Living On Video (Rocco vs Bass-T remix),2006
- Anima Ladina – Extasy (Rocco vs Bass-T remix),2006
- Lacuna – Celebrate The Summer (Rocco vs Bass-T remix),2006
- Discotronic – Tricky Disco (Rocco vs Bass-T remix),2006
- Lazard – Your Heart Keeps Burning (Rocco vs Bass-T remix),2006
- 2 Vibez – I Believe (Rocco vs Bass-T remix),2007
- Technoboy – Into Deep (Rocco vs Bass-T remix),2007
- DJ Sven E & Reztax – Let’s Go (Rocco vs Bass-T remix),2007
- Hands Up Squad – Alice In Wonderland (Rocco & Bass-T Love The Hardbass Stuff Rmx),2008
- Ben Sander – Love Sees No Colours (Rocco & Bass-T Remix),2009
- Jens O. vs Ti-Mo – The Power of Love (Rocco vs Bass-T remix),2010